# Заводище

Заводище (укр. Заводище) — село,
Камышнянский поселковый совет,
Миргородский район,
Полтавская область,
Украина.
Код КОАТУУ — 5323255402. Население по данным 1982 года составляло 60 человек.
Село ликвидировано в 2003 году.

## Географическое положение
Село Заводище находится на левом берегу реки Озница,
ниже по течению примыкает село Остаповка,
на противоположном берегу — село Лесовое.
После создания на реке небольшого водохранилища значительная часть села оказалась затоплена.

## История
- 2003 — село ликвидировано[1].